# Gemma Romanyà
Gemma Romanyà i Valls (Capellades, 1945-Ibidem, 5 de marzo de 2018) fue una empresaria y mecenas catalana, del sector de las artes gráficas, casada con Miquel Pujol i Palol. Originaria de Capellades (Noya), desde 1973 dirigió la imprenta Romanyà Valls SA, con sede en Capellades y la Torre de Claramunt. 
Desde 1988, patrocinó unos conciertos de cámara presentados, en un cuidado programa, bajo el título genérico de Concurs Paper de Música de Capellades y Curs Internacional de Música de Cambra, concurso anual para la promoción de jóvenes intérpretes. Por lo que, en 1998, recibió uno de los Premis d'Actuació Cívica de la Fundación Lluís Carulla. También fue promotora y divulgadora en Capellades del Eurocongrés 2000. 
Colaboró en la edición de los álbumes grabados por la orquesta Ensemble XXI y también cedió a estos su estudio para la grabación de los mismos. Por lo que en el curso 2010-11 fue invitada de honor al concierto de presentación del CD Postales de Verano que formaba parte del programa de cinco conciertos celebrados por Ensemble XXI con motivo de su décimo aniversario.